# 达浒镇
达浒镇为中华人民共和国湖南省浏阳市下辖的一个乡镇。全镇辖域总面积185.5平方公里，2017年有户籍人口26,093人。

## 历史沿革
达浒镇由原达浒乡于1995年升格为镇。

## 地理位置
达浒镇位于浏阳河上游大溪河畔，浏阳市东北部，辖域东与大围山、张坊镇接壤，南与官渡镇毗邻，西与沿溪镇交界，北隔连云山与平江县交界。达浒镇有金、锑、钾、石英等矿产；拥有山林面积28万余亩。

## 现行行政区划
全镇下辖8个行政村、2个社区，分别为麻洲社区和长益社区，金坑村、象形村、椒花村、丰田村、石源村、金石村、书香村和达兴村。

## 经济
达浒镇经济以农业为支柱，2005年，达浒镇种植烟草4,000余亩；镇内亦有千亩无公害蔬菜基地、千亩马铃薯基地等。养殖以牲猪和黑山羊为主，年出栏牲猪12,000头，黑山羊10,000头。达浒镇林业资源也较为丰富，年产木材10,000方，楠竹30万根。
工业上，达浒镇则主要生产花炮、竹木器具、蓄电池等。

## 旅游观光
达浒镇有象形风景区、板贝水库、孔氏家庙、达兴天主教堂、石仙寺、罗汉寺等景区。
其中象形山风景区因形似桂林的象鼻山而有“湘东小桂林”之美称，系丹霞地貌景观，2009年被浏阳市政府确定为自然保护区。